# 利勒斯特伦 (城镇)
利勒斯特伦（挪威語：Lillestrøm，聆听ⓘ），是挪威阿克什胡斯郡利勒斯特倫市镇内的城镇及其行政中心。该镇位于首都奥斯陆东北偏东18公里处。城镇人口数量约为1万4千人。